# Église Saint-Jean-Baptiste de Monroe
L’église Saint-Jean-Baptiste est un édifice religieux catholique situé à Monroe (Michigan), aux États-Unis.

## Histoire
La paroisse Saint-Jean-Baptiste est formée en 1872 sous l’impulsion du prêtre Camillus P. Maes à destination de la population irlandaise de la région, alors que cette dernière peinait à former une paroisse anglophone pendant une quarantaine d’années. Une première église est ainsi élevée en 1874, mais son intérieur est ravagé par un incendie en janvier 1892. Elle est reconstruite sur la base de ses murs ayant survécu et selon les plans des architectes Donaldson et Meier de Détroit. Cependant, cette reconstruction se fait sans le clocher qui n’est ajouté qu’en 1991 dans le cadre d’un projet de restauration pour la somme d’un million de dollars.

## Statut patrimonial et juridique
L’église est recensée comme site historique de l’État du Michigan depuis le 15 avril 1999.